# Blauwe uur

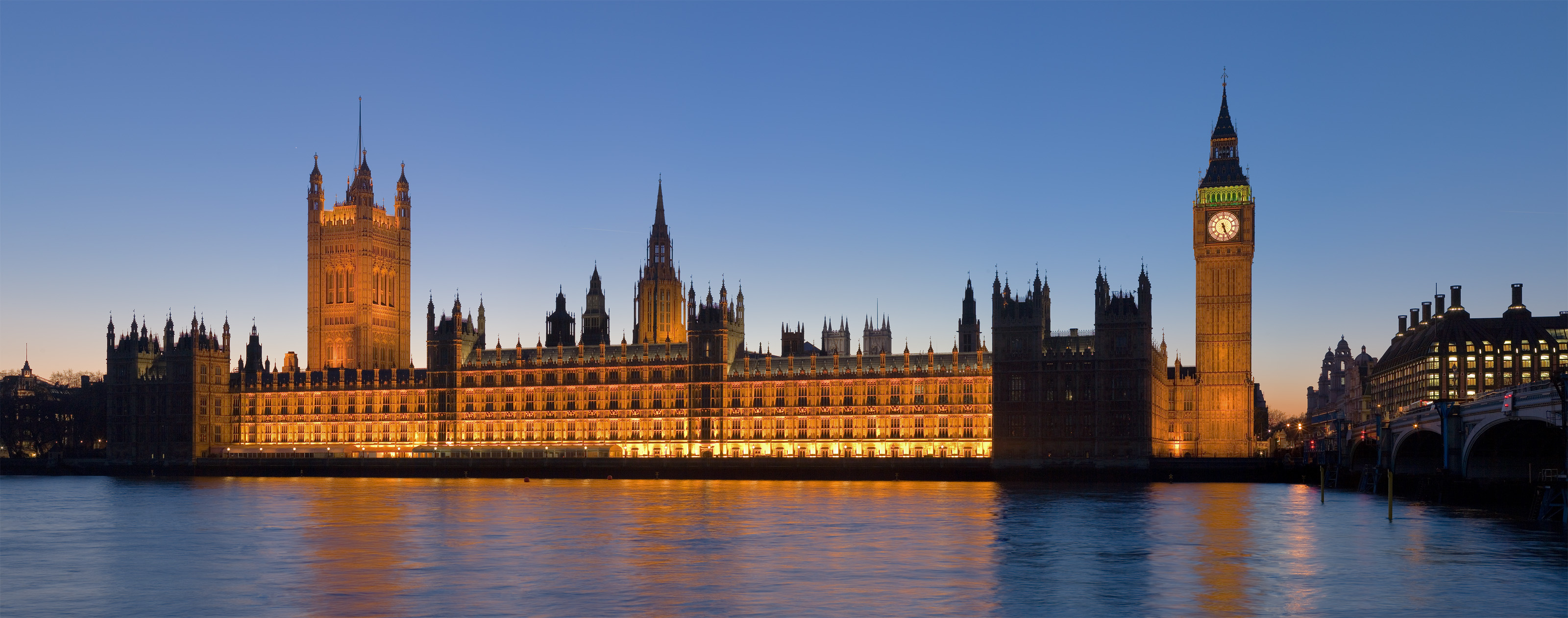
Palace of Westminster, Londen

Het blauwe uur is de benaming voor het verschijnsel dat 's ochtends, het uur voor zonsopkomst en 's avonds, net na zonsondergang bij bepaalde omstandigheden de lucht en de omgeving een blauwe kleur aannemen. Het blauwe uur is een onderdeel van de schemering en duurt meestal slechts een tiental minuten. De naam is ontstaan uit het Frans: l'heure bleue. 
De periode moet niet verward worden met het "gouden uur" genoemd naar de Engelse term golden hour (ook wel magic hour). Dat is namelijk het uur na zonsopkomst of voor zonsondergang; het licht heeft dan een warme, goudachtige kleur.
Het blauwe uur is korter in gebieden nabij de evenaar, omdat de zon onder steile hoeken opkomt en ondergaat. Op plaatsen dichter bij de polen zijn de verlichtings- en schemerperiodes langer naarmate de zon opkomt en onder ondiepere hoeken ondergaat.

## Fotografie

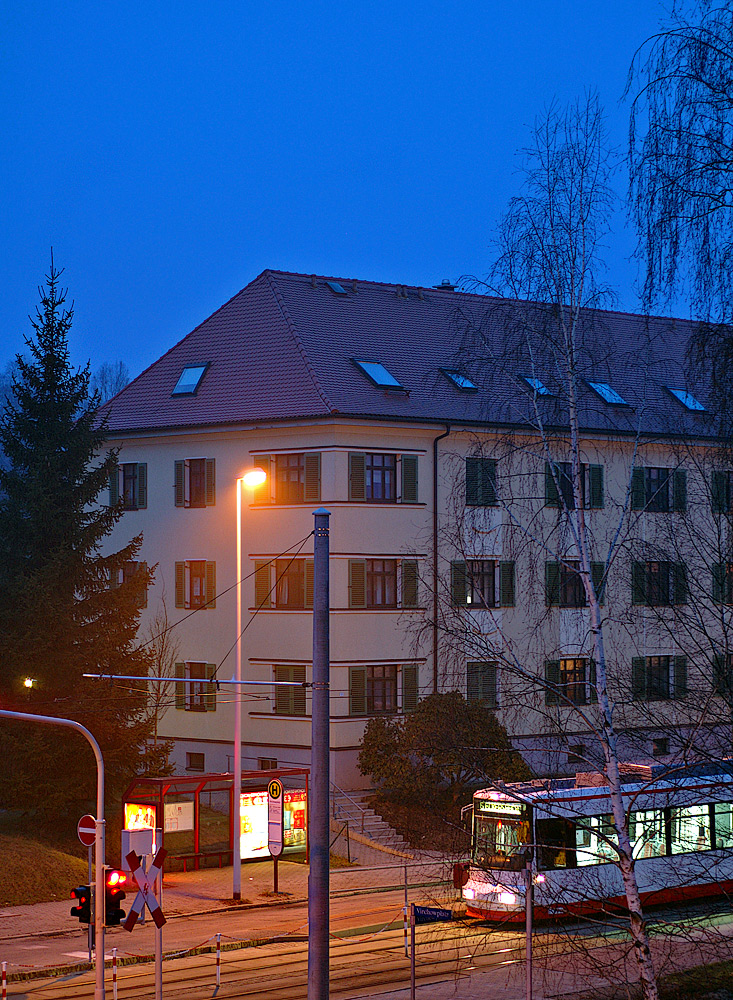
Het blauwe uur in Zwickau, Duitsland

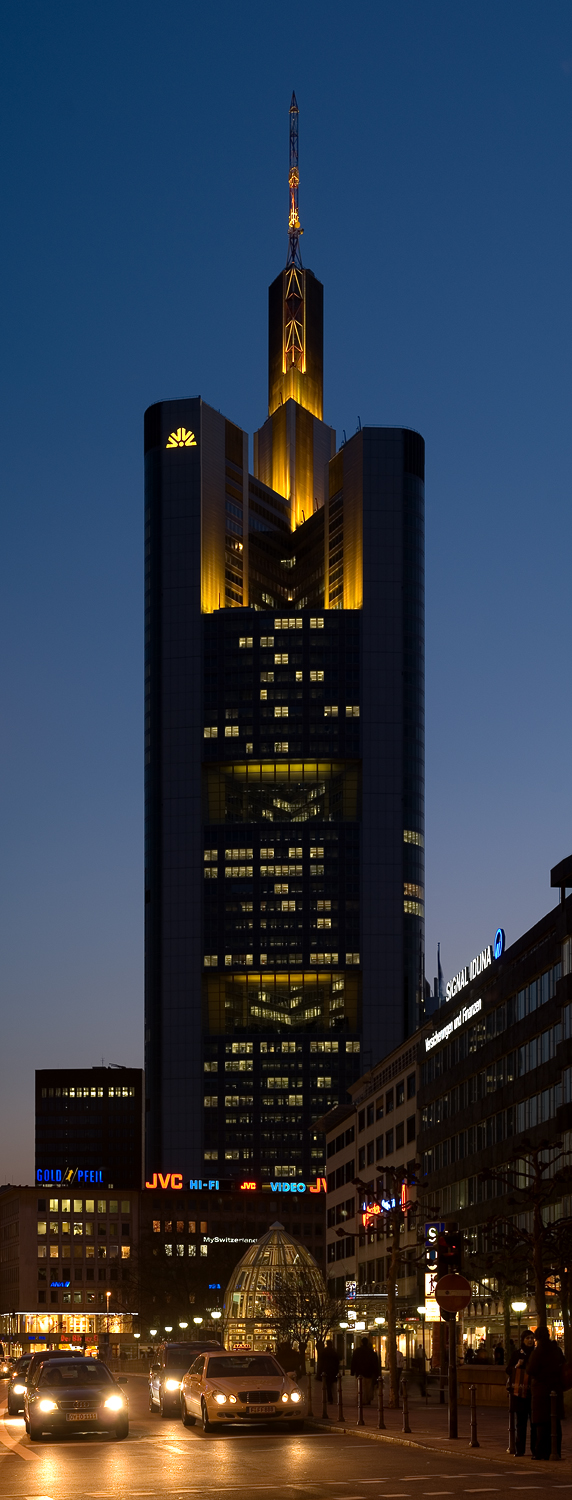
De Commerzbank Tower in Frankfurt, Duitsland, tijdens het blauwe uur

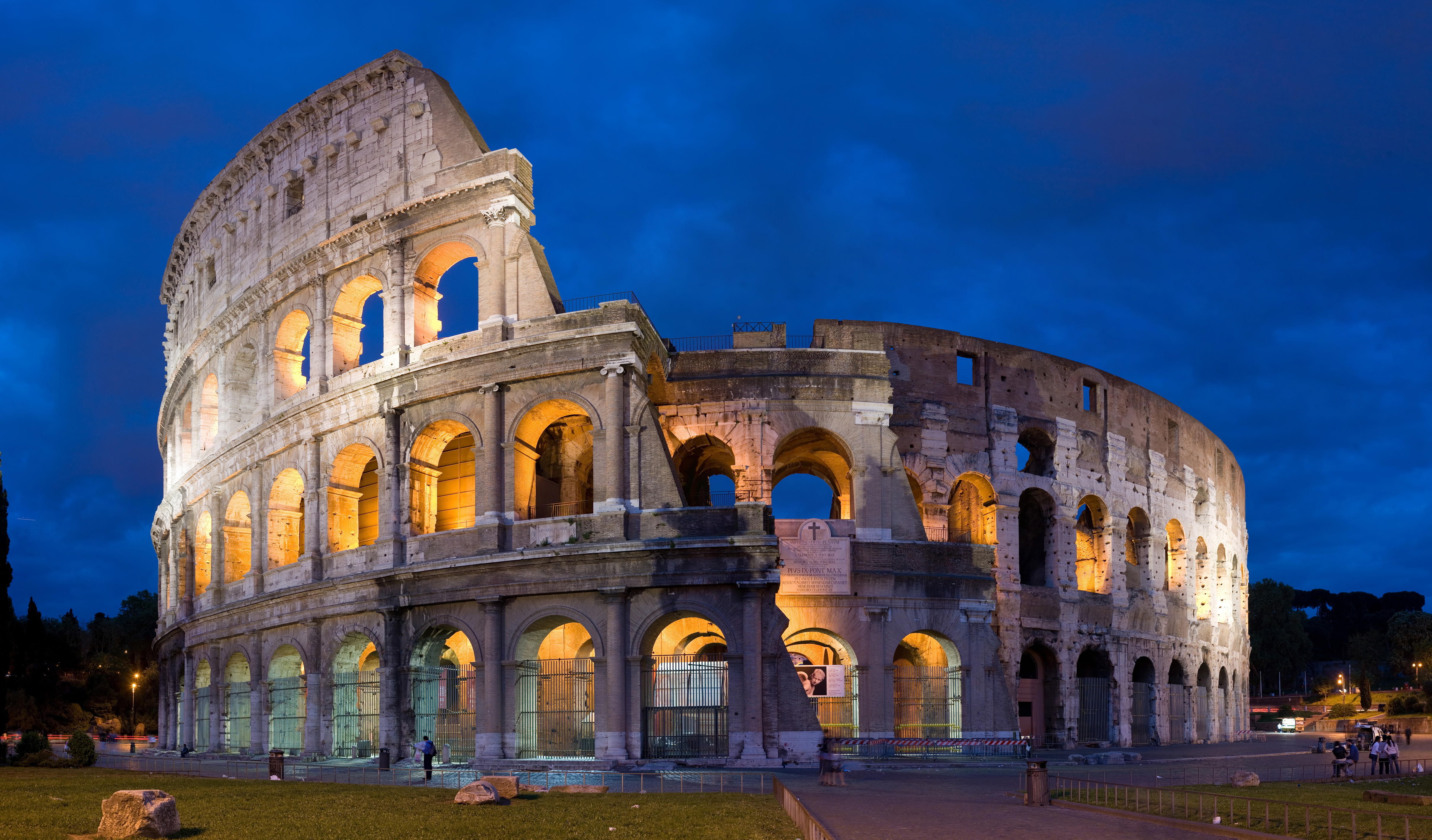
Het Colosseum in Rome tijdens het blauwe uur

In de fotografie (vooral van architectuur) is deze periode geliefd omdat het licht een bijzondere kwaliteit heeft en verlichting in het gebouw dezelfde sterkte heeft als het licht buiten. Verder is het licht zeer zacht met een warme tint waardoor de huid beter wordt weergegeven. Daarnaast is er tijdens het blauwe uur nog een duidelijk contrast tussen de gebouwen en de lucht. Later op de avond, als de lucht donkerder is geworden, zijn de contouren van de gebouwen niet of nauwelijks meer zichtbaar, wat het fotografisch minder aantrekkelijk maakt.

## Een tijd van onschuld
Met deze naam wordt ook wel het Parijs kort voor de Eerste Wereldoorlog aangeduid, dat werd beschouwd als een tijd van relatieve onschuld.

## Muziek
Het blauwe uur komt ook met regelmaat terug in de muziek:
- Herbert Ernst Groh – ‘’Heute Abend In Der Blauen Stunde’’
- Vanessa Daou - This Blue Hour
- Roy Orbison - When the Blue Hour Comes
- Turin Brakes - Blue Hour
- Stephen Cummings - Blue Hour
- Rod Webber - Blue Hour
- Andreas Vollenweider - Chanson de l'Heure Bleue (Song of the Blue Hour)
- Christian Death - The Blue Hour
- Raise the Dragon - The Blue Hour
- Vika and Linda - The Blue Hour
- Nina Gordon - The Blue Hour
- Division Kent - L'Heure Bleue
- Yasmine - Uur blauw
- Faun - Blaue Stunde
- Tomorrow X Together - (You and I found each other in the sky at 5:53) Blue Hour
- Bear's Den - Blue Hours